# Very High Speed ADSL
Very High Speed ADSL (VADSL) ist eine veraltete Bezeichnung einer DSL-Variante, bevor VDSL offiziell als Bezeichnung 1995 eingeführt wurde. VADSL entspricht also im Wesentlichen VDSL, wobei VDSL allerdings auch einen symmetrischen Übertragungsmodus enthält.